# Rapallo

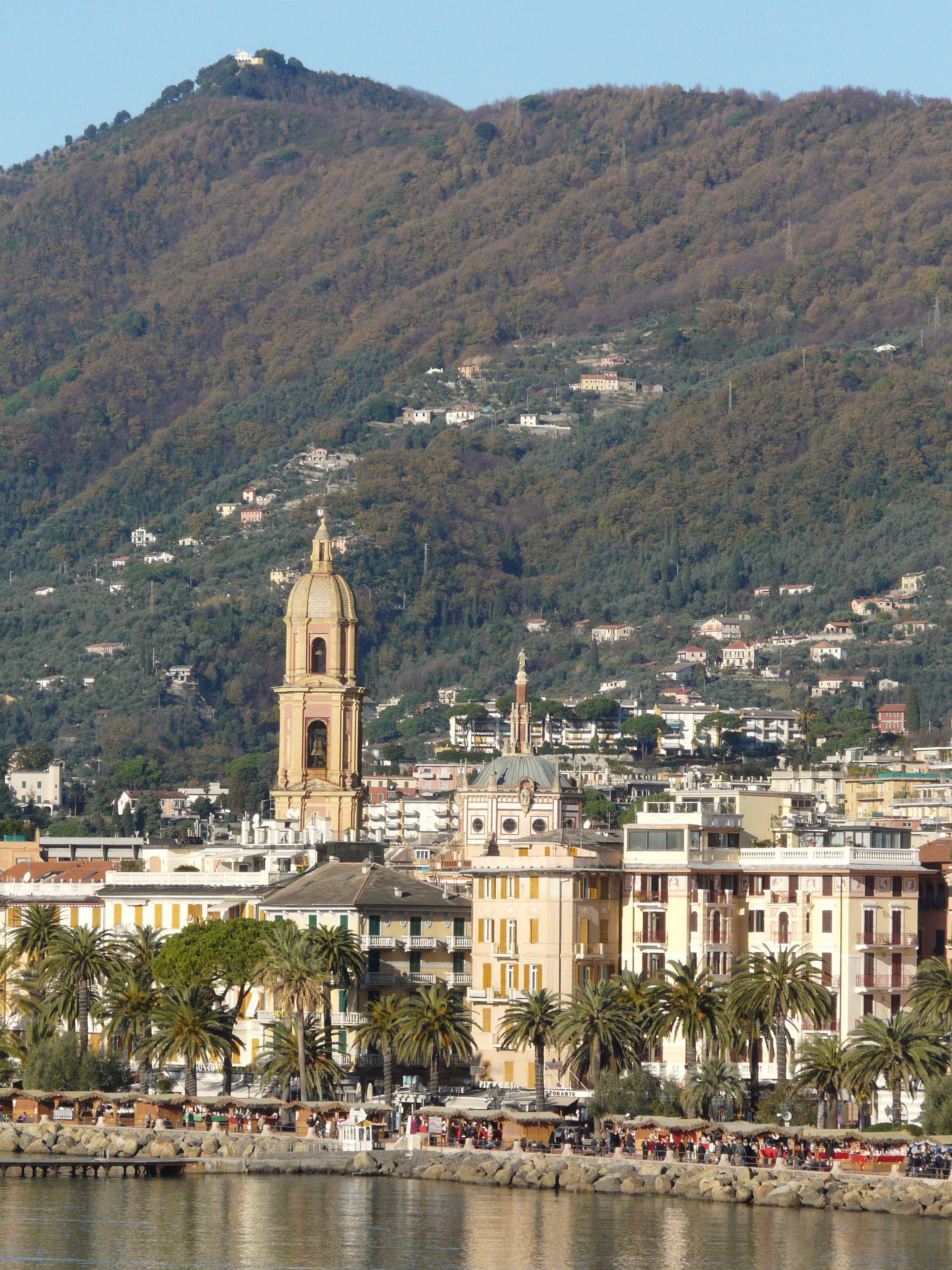
Blick auf die Promenade und die Innenstadt von Rapallo

Rapallo (ligurisch Rapallo) ist eine italienische Stadt in der Region Ligurien in der Metropolitanstadt Genua mit 29.455 Einwohnern (Stand 31. Dezember 2023).
Die Stadt ist der größte Badeort an der Riviera di Levante und liegt etwa 33 Kilometer südöstlich von Genua.

## Geschichte

### Frühgeschichte
Ein 1911 im heutigen Stadtviertel Sant’Anna entdecktes altes Grab lässt darauf schließen, dass Rapallo um 700 v. Chr. erstmals besiedelt wurde. Die Ausstattung des Grabes bestärkt die Vermutung, dass Rapallo eine etruskische Gründung ist.

### Massaker von Rapallo im Mittelalter
Am 8. September 1494 stürmte die Armee Karls VIII. unter der Führung von Ludwig von Orléans die Stadt und tötete alle Einwohner. Das Massaker war die Vergeltung für Rapallos Versuch, mit Hilfe der drei Tage zuvor im Hafen von Genua gelandeten 5000 aragonesischen Soldaten die Truppen Karls VIII. auf ihrem Marsch nach Neapel aufzuhalten. Am 2. Mai 1495 eroberte ein genuesischer Flottenverband unter Francesco Spinola die französischen Kriegsschiffe im Hafen von Rapallo und befreite danach die Stadt. Dabei geriet der französische Befehlshaber, de Miolans, in Gefangenschaft.
Im Jahre 1815, nach dem Wiener Kongress, kam Rapallo zum Königreich Sardinien.

### 20. Jahrhundert
Im 20. Jahrhundert wurden in dem Badeort zwei Staatsverträge geschlossen:

#### Italienisch-Jugoslawischer Grenzvertrag
- Am 12. November 1920 einigte sich Italien mit dem Königreich der Serben, Kroaten und Slowenen (ab 1929 zum Königreich Jugoslawien umbenannt) im Grenzvertrag von Rapallo über Grenzfragen.

#### Deutsch-Russischer Vertrag
- Weltgeschichtliche Berühmtheit erreichte die Stadt durch den am 16. April 1922 geschlossenen Vertrag von Rapallo zwischen dem Deutschen Reich und der Russischen Sowjetrepublik. Die Außenminister der beiden Staaten, Rathenau und Tschitscherin, vereinbarten einen Verzicht auf Reparationszahlungen und die Wiederaufnahme diplomatischer Beziehungen.

Der Vertrag wurde von den Westmächten mit großem Argwohn betrachtet. Großbritannien verlangte dessen Annullierung, Frankreich nahm ihn zum Anlass, das Ruhrgebiet zu besetzen und die Eintreibung der Reparationszahlungen zu verschärfen.

## Sehenswürdigkeiten

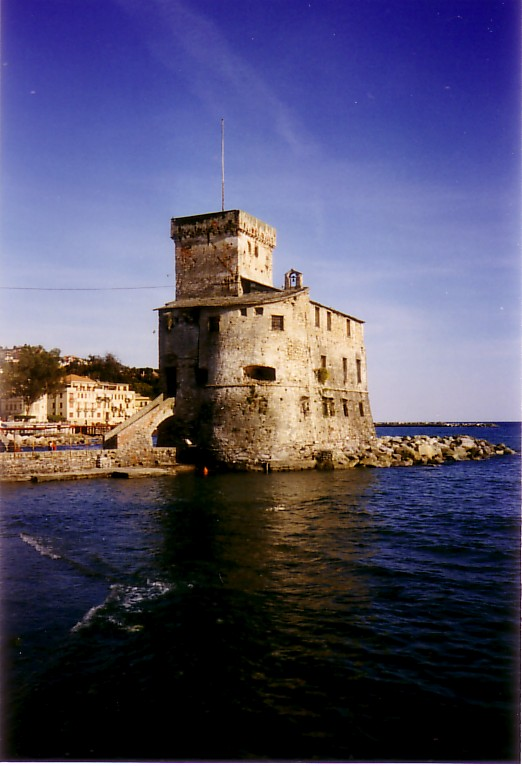
Die Hafenburg von Rapallo

- Altstadt, Mittelpunkt ist die Piazza Cavour mit der Pfarrkirche Santi Gervasio e Protasio
- Burg aus dem 16. Jahrhundert
- Museo del Pizzo a Tombolo, das Spitzenmuseum am Stadtpark
- Denkmal für Christoph Columbus[4]

## Söhne und Töchter der Stadt
- Girolamo Bardi (1603–1667), Philosoph und Mediziner
- Domingo Ghirardelli (1817–1894), Chocolatier
- Luciano Bottaro (1931–2006), Comiczeichner
- Giuseppe Ravano (* 1943), Vielseitigkeitsreiter
- Sebastiano Nela (* 1961), Fußballspieler
- Dino Betti van der Noot (* 1936), Jazz-Pianist, Arrangeur und Bandleader
- Alexandra Zazzi (* 1966),  schwedische Köchin, Journalistin und Autorin
- Simona Gioli (* 1977), Volleyballspielerin
- Maurizio Felugo (* 1981), Wasserballspieler
- Roberta Bianconi (* 1989), Wasserballspielerin

## Umgebung von Rapallo
- Nördlich von Rapallo befindet sich die Wallfahrtskirche Nostra Signora di Montallegro.
- Im Südwesten grenzt an Rapallo der Ort Santa Margherita Ligure, der zu Beginn des 20. Jahrhunderts ein Prominentenbadeort war.